# Върбан
Вижте пояснителната страница за други значения на Върбан.
Върбан или Върбен (на сръбски: Врбан или Vrban) е село в община Буяновац, Пчински окръг, Сърбия.

## История
В края на XIX век Върбан е село в Прешевска кааза на Османската империя. Според статистиката на Васил Кънчов („Македония. Етнография и статистика“) от 1900 година Върбен е населявано от 120 жители арнаути мохамедани.

## Население
- 1948 – 237
- 1953 – 269
- 1961 – 306
- 1971 – 319
- 1981 – 203
- 1991 – 112
- 2002 – 123

## Личности
Родени във Върбан
- Сребрен Петров (1869 – ?), български юрист, завършил право в Женева в 1900 г.[2]